# Masacre de Camocim
La Masacre de Camocim fue una masacre que involucró un agente de policía ocurrida el 14 de mayo de 2023 en la ciudad de Camocim, Ceará, cuando el inspector de la Policía Civil Antônio Alves Dourado, quien estaba siendo investigado por la muerte de un joven en la Comisaría, mató a cuatro compañeros en la Comisaría Regional. Luego de cometer el crimen, lo entregó al cuartel de la Policía Militar de la ciudad, donde fue detenido.
Se encuentra detenido preventivamente, en espera de juicio, en la Unidad Penitenciaria Regional de Sobral (UP-Sobral).

## Delito
En la madrugada del 14 de mayo, Antônio Alves Dourado, que se encontraba fuera de servicio y quien estaba siendo investigado por la muerte de un joven en la Comisaría, llegó a la Comisaría Regional ya disparando. "Tres fueron asesinados dentro de la comisaría y uno fuera", informa el portal g1.
Luego de cometer el crimen, se dirigió a su casa y grabó un video donde habló de los motivos de su acción. Luego se dirigió al cuartel general de la Policía Militar de la ciudad y se entregó.
Según el abogado del criminal, éste se encontraba "en estado de shock" y "no pudo dar ninguna explicación" inmediatamente después de cometer el crimen.

### Víctimas
- Matheus Cruz; Joven de 19 años, asesinado en febrero de 2022, mientras esperaba ser entrevistado dentro de la comisaría de Camocim. El inspector Dourado se encontraba entre los policías incluidos en la investigación de la CGD sobre las omisiones en el caso[1]
- Antônio Claudio dos Santos: secretario[10]
- Antônio José Rodrigues Miranda: secretario[11]
- Francisco dos Santos Pereira: secretario[12]
- Gabriel de Souza Ferreira: inspector[13]

### Motivación
El acusado afirmó haber sufrido acoso moral y persecución por parte de sus compañeros.

## Investigación y desarrollo
Después del crimen, durante las investigaciones, la familia de Dourado afirmó que había recibido un certificado por problemas psicológicos, pero que el jefe de policía le había negado la licencia. La Policía Civil, sin embargo, negó haber recibido el documento. Una psicóloga que había atendido El acusado, Dourado, informó que le había recomendado reposo y atención psiquiátrica, pero que "en ningún momento detalló problemas personales o profesionales", informa UOL.
Una juez que en enero de 2024 ayudó a juzgar un recurso de habeas corpus dijo que Dourado "se presentó de manera lúcida" después del crimen, ya que el hecho de que se esposara al entregarse sería "incompatible con alguien que no tiene capacidad para autodeterminación o discernimiento sobre la ilegalidad de su conducta”.

## Arresto y juicio
Luego del crimen, Dourado tomó un vehículo de la corporación y se dirigió hasta la sede de la Policía Militar de la ciudad, donde se esposó al vehículo y se entregó, habiendo sido detenido preventivamente. Posteriormente fue trasladado a la Unidad Penitenciaria Regional de Sobral (UP-Sobral), donde en julio de 2023 se vio involucrado en un "incidente de hecho", al haber atacado a su compañero de celda con una barra de hierro.
Su defensa intentó suspender la acción penal mediante un habeas corpus, alegando locura mental, pero en enero de 2024, el ministro Edson Fachin, del STF, negó el recurso.
Está a la espera de juicio por cuatro asesinatos y también por intento de asesinato en el incidente ocurrido en prisión.

## Reacciones
En su Twitter, el gobernador de Ceará, Elmano de Freitas (PT), escribió que estaba "absolutamente consternado por el trágico episodio ocurrido en la comisaría de Camocim, cuando cuatro policías civiles perdieron la vida tras un ataque de un colega. según registros policiales. Manifiesto mi solidaridad con las familias, amigos y profesionales de la Seguridad Pública del estado. El gobierno de Ceará brindará todo el apoyo necesario a las familias de las víctimas."
La Policía Civil de Ceará emitió una nota que dice que "en este momento de dolor y tristeza, la Policía Civil de Ceará refuerza que todo el aparato de la institución está a disposición de los familiares y amigos de las cuatro víctimas, que son hombres honorables que contribuyeron tanto a la lucha contra el crimen en Ceará".
El Sindicato de Policías Civiles de Carrera del Estado de Ceará (Sinpol) también emitió un comunicado, donde declaró que "lamentablemente las familias están devastadas y destruidas, hay niños que ya no tendrán a sus padres, esposas que ya no encontrarán a sus maridos y madres, que en este día tan significativo, ya no tendrán a sus hijos para abrazar o besar."
El ayuntamiento decretó tres días de luto oficial, junto con una nota en la que se dice que las víctimas eran "policías civiles honrados y respetados".